# Babnjak
Babnjak (nemško Babniak) je naselje v Občini Borovlje v Okraju Celovec-dežela na Koroškem v Avstriji.